# Ten Fé
Ten Fé is een Engelse indiepopband. De band werd opgericht in 2008 door Leo Duncan en Ben Moorhouse die lange tijd als duo optraden. De naam van de band is Spaans en betekent zoveel als "vertrouw" (lett. "heb vertrouwen"). In eerste instantie traden Duncan en Moorhouse op als straatmuzikanten in de London Underground. In 2017 verscheen het debuutalbum Hit the light. Op 1 januari 2018 belandde het lied Single, no return op de hoogste positie van de Graadmeter van Pinguin Radio. Op 8 maart 2019 volgde het album Future perfect, present tense.

## Geschiedenis

### Jeugd en opleiding
Duncan groeide op in Walsall, een industriestad in het Engelse graafschap West Midlands. Hij bracht een korte tijd door in Londen alvorens naar Dublin in Ierland te trekken waar zijn familie oorspronkelijk vandaan komt, om daar een carrière in muziek te starten. Moorhouse is afkomstig van Londen. Hij studeerde jazzgitaar aan de Royal Academy of Music.

### Oprichting en eerste succes
De mannen ontmoetten elkaar voor het eerst op een feest in Haringey in 2005. Het duurde tot 2008 voor ze elkaar weer vonden en een muzikaal duo vormden. Moorhouse maakte inmiddels deel uit van de indieband Golden Silvers. Het duo ging optreden als straatmuzikanten op de District Line.
In 2012 voegde Moorhouse zich bij Duncan's band Real Fur. De twee zochten elkaar op na repetities om eigen muziek te spelen dat niet bij de stijl van de band pastte. Niet lang daarna gingen ze samen verder, eerst als Santa Fe en daarna onder de naam Fé.
Duncan en Moorhouse bleven optreden op straat en gaven daarnaast muziekles. Ze schreven thuis muziek. In 2013 brachten ze de single Time uit via Bad Life Records. Het lied werd opgepikt door Lauren Laverne van BBC Radio 6 Music en leverde de band een sessieoptreden op in de Maida Vale Studios van de BBC met Rob da Bank. Het duo speelde daarna op Great Escape Festival en Bestifal. De ep 50/50 werd geproduceerd door Luke Smith en verscheen vlak voor de opnames van het eerste studioalbum.

### Hit the light
De opnames van Ten Fé's debuutalbum Hit the light vonden plaats in Berlijn. Na aankomst daar noemde het duo zichzelf Ten Fé. In de tweede helft van 2016 werden enkele nummers online als teasers uitgebracht. Het album verscheen op 3 februari 2017 en werd geproduceerd door Ewan Pearson en Andy Savours. Het album is meer dan 30 miljoen maal gestreamd op Spotify. Op 24 februari 2017 volgde een 12-inch ep met remixen van onder andere UNKLE en Ewan Pearson.
Het duo trad op in Europa en de Verenigde Staten. In eerste instantie werd opgetreden met sessiemuzikanten. Later voegden Rob Shipley, Johnny Drain en Alex Hammond zich als vaste leden bij de groep.

### Future perfect, present tense
Voor het tweede studioalbum namen Duncan en Moorhouse intrek in een leegstaand kantoorgebouw in Walthamstow. Het gebouw werd verhuurd met als doel om het vrij te houden van krakers. Samen met de rest van de band trokken Duncan en Moorhouse naar Oslo. Daar werd het album grotendeels geproduceerd door Cristian Engfelt. De afwerking vond plaats in Londen, waar Duncan en Moorhouse samenwerkten met Luke Smith. Op beide albums zijn de zangpartijen gelijk verdeeld.
In 2019 kondigde het duo een wereldtournee aan.

## Discografie

### Albums
- Hit the light, 2017
- Future perfect, present tense, 2019

### Ep's
- 50/50
- Hit the light, the remixes, 2017

### Singles
- Time, 2013
- Elodie, 2016
- Turn, 2016
- Twist your arm, 2016